# DJM Records
A Dick James Music Records (DJM Records) foi uma gravadora britânica fundada por Dick James em 1969.
Era distribuída pela Pye Records na Inglaterra e por outros selos em várias partes do mundo. É conhecida por ter contratado Elton John no início de sua carreira.
O selo também contratou Dave Sealy (sua canção "It Takes a Thief" foi o primeiro single lançado pela gravadora), Roger Hodgson (antes de entrar para o Supertramp, ele lançou um single chamado "Argosy"), Danny Kirwan do Fleetwood Mac e vários colaboradores de Elton John.
Depois da morte de Dick James, em 1986, a gravadora passou a ser controlada pelo grupo PolyGram.